# Afonso de Albuquerque
Afonso de Albuquerque (Alhandra, 1453 – Ó-Goa, 1515. december 16.) portugál tengernagy, felfedező, hódító, India alkirálya, Goa hercege. Bevádolták, hogy külön államot akar alapítani, kegyvesztett lett és ugyanabban az évben meghalt.

## Életpályája
Portugál korona szolgálatában katonaként harcolt a törökök ellen Itáliában, arabok ellen Észak-Afrikában, Marokkóban. Soha nem nősült meg, de volt egy törvénytelen fia. 1503-ban közel 50 évesen már unokatestvérével Francisco Albuquerque-el vezették a fűszer-flottát Indiába, ekkor építették fel a portugálok első erődjét az indiai portugál kereskedelmi érdekek védelmében Cochin-ban. Az erőd elkészülte után unokatestvérével fűszerekkel megrakodva indultak haza a fűszer-flottával. Afonso 1504. január 27-én, Francisco azonban a hajóval csak február 5-én indult el, azonban ez a késlekedés Francisconak és flottájának is a végzete lett, a monszun beállta elpusztította a flottát. Az erőd elkészülte után rögtön a kálikúti uralkodó ostromát állta ki, Afonso kapitánya Duarte Pacheco Pereira irányítása alatt szilárd támaszpontot adva a további portugál terjeszkedéshez. Afonso 1506-ban Tristao da Cunhával vezette az éves fűszer-flottát. A köztük lévő nézeteltérés részben arra volt visszavezethető, hogy Afonso bár a flottába da Cunhának volt alárendelve, de ekkor már I. Manuel portugál király titokban őt nevezte ki az Indiák kormányzójának. Ez a tisztség a Francisco de Almeida által betöltött alkirályi tisztség él szűkebb hatáskört jelentett volna, de ténylegesen utóbb hasonló jogkörrel járt el. A fűszer-flotta 1506-ban, mivel da Cunha fel kívánta deríteni Madagaszkár partjait és Afrika keleti partvidékét és Vörös-tenger indiai-óceáni kijáratánál lévő Szokotra szigetén is erődöt kellett építeniük már nem érkezett meg abban évben Indiába. Afonso és da Cunha közti nézeteltérés miatt a flotta szétvált, da Cunha Indiába hajózott míg a Vörös-tengeri bejárat őrzése Afonso feladata maradt, azonban kicsiny flottájával végig hódoltatta, olykor kifosztotta az Arab-félsziget ománi partvidékén kisebb kikötőit és ostrom alá vette Hormuzt. Ez idő alatt az egyiptomi flotta észrevétlenül jutott ki Indiai-óceánra. Közben hiába érte el, hogy erődöt épithessen Hormuzban, az építkezést a nemesek alacsony rendű el tartották és flottája jelentős része dezertált és Indiába hajózott. Így Hormuzt nem sikerült ekkor még a portugáloknak befolyásuk alá vonni. 1507-ben Afonso is Cochin-ban hajózott. Az alkirály Almeida a hatalmat hivatali idejére hivatkozva nem kívánta átadni Afonsonak. Ebben az alkirály személyes neheztelése is szerepet játszott, mivel az egyiptomi flotta meglepetésszerű támadásában halt meg Chaul-nál Almeida egyetlen fia, mely Vörös-tenger őrzése esetén elkerülhető is lehetett volna. Végül az egyiptomi flotta Diu-nál Almeida által történt legyőzése után 1509-ben a portugál marsall Dom Fernando Coutinho indiai megjelenése után került végül Almeida leváltásra és lett Afonso a kormányzó, de ekkor még ténylegesen a marsall jelenléte miatt az indiai hóditasok irányítása a marsall kezében volt. 
Coutinho feladata Kálikut meghódítása volt. A támadás a kezdeti sikerek ellenére súlyos kudarc lett. Az uralkodói palota kiosztásának elhúzódására Afonso hiába figyelmeztette a marsallt az kíséretével lemaradt és a túlerejű ellentámadás körbevette Coutinho és társait végezve velük. 
Afonso kormányzóként első támadását Goa ellen indította, helyesen felismerve Goa szigetének stratégiai jelentőségét. A sziget a Nyugat-Indiai partvidéken muzulmán és a hindu birodalmak vitatott határterületének számított és az arab, perzsa lókereskedelem központja volt, melyen keresztül a háborúk befolyásolhatóak voltak az Indiai-félszigeten. A szigetről emellett két folyó a Mandovi és a Zuari torkolatát is ellenőrizni lehetett. Goa bevétele elsőre gyorsan és könnyen ment 1510-ben a muzulmán Bídzsapúr urát lekötötte a hindu Vidzsájanagar elleni háború. Afonso a várost bevétele után azt nem fosztotta ki, a lakosság is sértetlen maradt. Azt a portugál királyság területeként kezelte. Engedélyezte a vegyes házasságokat, betiltotta az embertelen özvegyégetés a száti hindu hagyományát. A várost azonban fel kellett adnia amikor Bídzsapúr ura Adil sah ostrom alá vette. Jelentős túlerővel szemben a várost túl sokáig, a monszun kezdetéig védő portugálok szorult helyzetbe kerültek amikor hajóikra szállva kellett feladniuk Goát. A nyílt tengerre a viharok és a kedvezőtlen széljárás miatt öngyilkossággal ért volna fel kihajózni, így lényegében a Mandovi folyó torkolatánál vesztegeltek a portugálok 3 hónapon át hajóikon. Élelmiszer és vizhiánnyal küzdve néztek farkasszemet a folyópart két oldalát megszalló bídzsápúri sereggel, míg végül az időjárás kedvező lett a kihajózáshoz. Afonso azonban nem adta fel Goa meghódítására szőtt terveit. A portugál flotta alighogy kijavította hajóit és feltöltötte készleteit az anyaországból eredetileg Malakka bevételére küldött erősítésekkel kiegészülve úton volt újra Goa felé. Afonso kitartása eredményeképp a várost ismételten sikerült bevenniük a portugáloknak és ezután megtartaniuk is. Ugyanakkor a muzulmán lakosság jelentős részét a portugál csapatok lemészárolták. A város védelmének megerősítése után Afonso alig pár hónappal már úton volt a flottájával a Maláj-félszigeten lévő Malakka felé. Malakka a kínai dzsunkák végállomása volt, fontos kereskedelmi központ. A közeli fűszer-szigetekről – melyeket csak évszázaddal később a hollandok találtak meg – a szegfűszeg, szerecsendió és sok más fűszer érkezett a városba. Lakossága Velence lakosságával ért fel. Afonso a várost csak a második támadás után tudta elfoglalni. A harci elefántokat és mérgezett nyilakat is bevető ellenséggel szemben az Afonso zárt fegyelmezett falanxban alakzatban pikával harcoló gyalogos csapatokat alkalmazott. A jelentős túlerővel szemben sikerült bevennie a várost és ott erődöt emelniük. A hódítók zsákmánya jelentős volt, de Afonso zászlóshajója a kincsekkel leginkább megpakolt Flor de la Már rossz állapota miatt a szumátrai zátonyon süllyedt el. Afonso és a legénység a hajót hátrahagyva hajózott vissza Indiába. Indiába visszatérve 1512-ben Goát kellett megvédenie az ismételt bídzsapúri támadástól. Majd folytatta Goa erődítését, egyidejűleg a kálikuti uralkodó halála lehetővé tett, hogy az új uralkodót diplomáciai úton vonja portugál befolyás alá. 1513-ban megtámadta ádent az ostrom azonban sikertlen volt, a portugálok megjelenése a Vörös-tengeren azonban általános riadalmat keltett a muszlim világban és az egyiptomi Mameluk birodalom legitimitását is megrendítette. Áden sikertelen ostroma ellenére az egyiptomi Mameluk birodalom bevételei drasztikusan csökkentek a portugál flotta indiai-óceáni jelenléte miatt. A portugál flották rendszeresen támadták, kifosztották és elsüllyesztették az arab kereskedők hajóit olykor akkor is ha azok a portugál elvárásoknak megfelelően a portugálok által erődjeikkel kontrollált kikötőkben megfizették a portugálok vámját. A visszaéléseket Afonso igyekezett megfékezni a monopol helyzet kialakítása azonban rövid idő alatt sikerrel járt nem lévén olyan tengeri erő a térségben mely a portugálokkal szemben erőt képviselt volna. A Mameluk birodalom bevételeinek jelentős része kB. 40 %-át adta az indiai-óceán és Európa közti kereskedelem megvámolása. A bevételek elvesztése és a portugálok iszlám szent helyeit fenyegető jelenléte szerepet játszott a birodalom 1517-es bukásában, amikor II. Szelim szultán egy év leforgása alatt elfoglalta a Mameluk birodalmat.
Afonso 1510-ben ismét Áden ostromára készült azonban a Hormuzban zajló palotaforradalomról tudomást szerezve végül Hormuzban sietett. A várost rövid időre a tényleges uralma alá vonó Raisz Ahmed vezírrel szemben a névleges uralkodót Túrán sahot támogatva elérte, hogy portugál sereg a város egy részét uralma alá vonja. A diplomáciai tárgyalásra Afonso és Raisz Ahmed valamint kísérőik is fegyverekkel érkezett, végül a portugálok győztek a rövid összecsapásban. Ahmedet megölték hívei szabadon távozhattak Iránba. A hormuz névleges ura Túrán sah maga finanszírozta portugál kérésre a portugál erőd felépítését Hormuzban. Az erőd építése közben Afonso megbetegedett és hajóval indult vissza Goába. Ekkor már tudomást szerzett arról, hogy Manuel portugál királynál kegyvesztett lett és korábbi ellenségei kerültek kinevezésre a portugál India vezető tisztségeibe. Goában halt meg azelőtt mielőtt a portugál király Manuel korábbi döntését megmásító őt tisztségében megerősítő levelét kézhez vehette volna.